# 스타크루이엔티의 음반
이 문서는 스타크루이엔티에서 발매한 음반 목록이다.

## 2010년대
- 2014년 10월 29일 핫샷 - [Digital Single] Take A Shot
- 2015년 3월 25일 핫샷 - [Digital Single] Midnight Sun
- 2015년 4월 24일 핫샷 - Am I Hotshot?
- 2015년 7월 2일 핫샷 - I`m a HOTSHOT
- 2017년 7월 15일 핫샷 - [Digital Single] 젤리 (Jelly)
- 2018년 1월 14일 고호정, 김티모테오 - [Digital Single] THE UNI+ B STEP 1
- 2018년 11월 15일 핫샷 - Early Flowering
- 2019년 1월 24일 노태현 - biRTHday
- 2019년 1월 28일 하성운 - [Digital Single] 잊지마요
- 2019년 2월 28일 하성운 - My Moment
- 2019년 5월 16일 하성운 - 그녀의 사생활 OST Part.6[1]
- 2019년 5월 17일 바비킴 - Scarlette
- 2019년 6월 5일 하성운 - [Digital Single] 라이딩
- 2019년 6월 17일 하성운 - 바람이 분다 OST Part.3
- 2019년 7월 8일 하성운 - BXXX
- 2019년 7월 22일 최준혁 - [Digital Single] 바보가 될까 봐
- 2019년 9월 3일 윤산 - [Digital Single] Still On You
- 2019년 9월 27일 최준혁 - [Digital Single] 팔베개
- 2019년 10월 5일 하성운 - [Digital Single] Dream Of A Dream
- 2019년 10월 15일 하성운 - 조선혼담공작소 꽃파당 OST Part.5
- 2019년 10월 29일 윤산 - [Digital Single] Free Falling
- 2019년 11월 5일 노태현 - 유령을 잡아라 OST Part.3
- 2019년 11월 26일 윤산 - [Digital Single] Happening
- 2019년 12월 4일 바비킴 - 99억의 여자 OST Part.1
- 2019년 12월 25일 하성운 - [Digital Single] 다시 찾아온 12월의 겨울
- 2019년 12월 31일 윤산 - [Digital Single] How I Feel

## 2020년대
- 2020년 5월 2일 하성운 - 더 킹 : 영원의 군주 OST Part.5
- 2020년 6월 8일 하성운 - Twilight Zone
- 2020년 9월 26일 하성운 - 경우의 수 OST Part.1
- 2020년 11월 9일 하성운 - Mirage
- 2021년 1월 12일 바비킴 - [Digital Single] #1 THE SUN
- 2021년 1월 21일 하성운 - 여신강림 OST Part.6
- 2021년 3월 31일 노태현,윤산 - 썸머가이즈 OST Part.1
- 2021년 6월 7일 하성운 - Sneakers
- 2021년 8월 9일 하성운 - Select Shop
- 2021년 8월 17일 하성운 - [Digital Single] Cyworld BGM 2021[2]
- 2021년 9월 3일 하성운 - 환승연애 OST Part.2
- 2021년 11월 19일 하성운 - Electrified : Urban Nostalgia